# Плавання на відкритій воді на Чемпіонаті світу з водних видів спорту 1994
Змагання з плавання на відкритій воді на Чемпіонаті світу з водних видів спорту 1994 відбулися в Римі (Італія).

## Таблиця медалей
| Місце              | Країна             | Золото | Срібло | Бронза | Загалом |
| ------------------ | ------------------ | ------ | ------ | ------ | ------- |
| 1                  | Австралія (AUS)    | 1      | 1      | 1      | 3       |
| 2                  | Канада (CAN)       | 1      | 0      | 0      | 1       |
| 3                  | Угорщина (HUN)     | 0      | 1      | 0      | 1       |
| 4                  | Росія (RUS)        | 0      | 0      | 1      | 1       |
| Загалом (4 збірні) | Загалом (4 збірні) | 2      | 2      | 2      | 6       |

## Медальний залік

### Чоловіки
| Дисципліна | Золото                         | Срібло                       | Бронза                           |
| 25 км      | Ґреґ Стреппел (CAN) 5:35.26.56 | Девід Бейтс (AUS) 5:36.31.70 | Олексій Акатьєв (RUS) 5:37.26.43 |

### Жінки
| Дисципліна | Золото                             | Срібло                      | Бронза                             |
| 25 км      | Мелісса Каннінгем (AUS) 5:48.25.04 | Ріта Ковач (HUN) 5:50.13.76 | Шеллі Тейлор-Сміт (AUS) 5:53.12.82 |